# Lionel Rose
Lionel Edward Rose (né le 21 juin 1948 et mort le 8 mai 2011) est un boxeur australien qui a été le premier Aborigène de l'histoire de la boxe à remporter un titre mondial.

## Enfance
Il est né et a grandi dans la misère près de la ville de Warragul au Victoria, apprenant la boxe de son père, Roy, un boxeur vivant des combats sur les champs de foire. Selon l'historien de la boxe Grantlee Kieza, Rose « s'entraînait avec des chiffons autour des mains dans un ring fait de fils de fer tendus entre les arbres ». 
À l'âge de 10 ans, Rose se lie d'amitié avec un photographe de presse, Graham Walsh, qui l'encourage et lui achète sa première paire de gants. À 15 ans, il passe sous la direction de Frank Oates, un entraineur de Warragul (dont il épousa plus tard la fille Jenny). Il remporta le titre amateur australien poids mouche à 15 ans. 

## Boxe professionnelle
Rose a commencé sa carrière de boxeur professionnel le 9 septembre 1969 en battant aux points Magriss Mario dans un combat en huit rounds. Ce combat eut lieu à Warragul, mais la majorité des combats de Rose se tinrent à Melbourne. Il est aidé par Jack et Shirley Rennie, chez qui il vit à Melbourne, qui le forment chaque jour dans leur salle de sport. 
Après cinq victoires d'affilée, il combat le 23 juillet 1965 à nouveau contre Singtong Por Tor, que Rose avait déjà battu sur décision des arbitres en 12 rounds. Por Tor infligea sa première défaite à Rose, le battant aux points en six rounds. Le 14 octobre de la même année, il livra son premier combat à l'étranger, battant Laurie Ny par décision en 10 rounds à Christchurch, en Nouvelle-Zélande. 
Au cours des neuf combats suivants, il obtient huit victoires et une défaite par K.O.. La seule défaite est contre Ray Perez, contre lequel Rose mena une paire de combats. Puis, le 28 octobre 1966, Rose rencontra Noel Kunde à Melbourne, pour le titre poids coqs australien. Rose remporta le titre en battant Kunde, par décision après un combat en quinze rounds.
Rose a remporté un autre combat en 1966 et huit en 1967 (dont une victoire en huitièmes de finale contre Rocky Gattellari pour défendre son titre de champion d'Australie), avant de défier Fighting Harada pour le titre mondial des poids coq le 26 février 1968 à Tokyo. Rose est entré dans l'histoire en devenant le Premier Australien aborigène à être champion du monde de boxe après avoir vaincu Harada dans une décision en 15 rounds. Cette victoire a fait de Rose un héros national instantané en Australie et une icône pour les Australiens aborigènes. Plus de 100 000 personnes ont assisté à une réception publique à la mairie de Melbourne. Le 2 juillet de la même année, il est retourné à Tokyo pour conserver son titre avec une victoire en 15 tours contre Takao Sakurai. Le 6 décembre, il a rencontré Chucho Castillo au Inglewood Forum à Inglewood, en Californie. Rose a battu Castillo par décision, mais le verdict de points favorable en a provoqué la colère de nombreux membres de la foule pro-Castillo et une émeute a commencé: 14 supporters et l'arbitre de la lutte Dick Young ont été hospitalisés pour des blessures subies. Le 8 mars 1969, Rose conserve le titre avec une décision sur 15 rounds contre Alan Rudkin, mais cinq mois plus tard, il rentre à Inglewood, où il affrontera Rubén Olivares le 22 août. Rose a perdu le titre mondial des poids coq contre Olivares via un huitième de finale.
Rose continua à boxer après sa défaite contre Olivares, mais après des défaites contre des combattants pratiquement inconnus, beaucoup crurent qu'il avait été fait comme combattant principal. Cependant, il était loin d’être fini: il a contrarié le futur champion du monde des poids légers, Itshimatsu Suzuki, le 10 octobre 1970 par une décision en 10 rounds. Une fois de plus, il s’est positionné comme un challenger au titre mondial, quoique dans la catégorie des poids légers. division où il s’est couronné champion du monde.
Bien qu’il ait perdu contre Jeff White pour le titre australien des poids légers, Rose a obtenu un autre essai de titre mondial en affrontant le champion du monde junior des poids légers de la WBC, Yoshiaki Numata, le 30 mai 1971 à Hiroshima. Numata a battu Rose par une décision de quinze rondes et Rose a annoncé sa retraite peu après.
En 1975, il est revenu, mais après avoir perdu quatre de ses six combats suivants, dont un contre Rafael Limón, Rose a décidé de se retirer définitivement. Rose a compilé un record de 42 victoires et 11 défaites en tant que boxeur professionnel, avec 12 victoires par KO.
À la retraite, Rose est devenu un homme d’affaires prospère et il a profité des avantages monétaires de sa carrière. Rose a été présentée en 2002 dans la section The Ring "Où sont-ils maintenant?".
En 2007, Rose a subi un accident vasculaire cérébral qui lui a causé des problèmes d'élocution et de mouvement. Il décède le 8 mai 2011 après une maladie de plusieurs mois.

## Prix
Rose a figuré dans le livre de Wendy Lewis de l'auteur australien "Australia's Greatest People" en 2010.
En 1968, Lionel Rose est devenu le premier Australien autochtone de l'année et a été nommé membre de l'Ordre de l'Empire britannique (MBE).
En 1970, il remporte le titre australien amateur Flyweight.
En 2003, il a été intronisé au Temple de la renommée de la boxe nationale australienne.
En 2005, il figurait sur un timbre (faisant partie de l’édition 2005).
En 2005, Rose a également reçu le titre E9 de «King of the Ring».
En 2011, il a été intronisé au tableau d'honneur des peuples autochtones de Victoria.

## Séries TV et Film
La mini-série télévisée Rose contre les chances a été produite en 1991 - un drame de l’histoire de la vie de Rose mettant en vedette Paul Williams et Telly Savalas. Il est sorti en tant que long métrage en 1995.
En 2008, après près de trois ans d’interviews avec Rose, sa famille et ses amis, le cinéaste de Melbourne, Eddie Martin, a présenté son long métrage documentaire Lionel au Festival international du film de Melbourne. Après un court passage théâtral, une version abrégée du film a été créée le Télévision SBS le 28 novembre 2008.